# Очі змії: Початок Джі.Ай.Джо (фільм)
«Очі змії: Початок Джі.Ай.Джо» (англ. Snake Eyes: G.I. Joe Origins) — художній фільм у жанрі бойовика режисера Роберта Швентке, третій фільм за медіафраншизою G. I. Joe. Вихід фільму відбувся 23 липня 2021 року.

## Сюжет
Фільм розповідає про історію походження персонажа на ім'я Снейк Айз (букв. переклад Очі Змії).

## У ролях
- Генрі Голдінг — Снейк Айз
- Ендрю Кодзі — Сторм Шедоу
- Іко Ювайс — Хард Майстер
- Урсула Корберо — Баронеса
- Самара Вівінг — Скарлет
- Харука Абе — невідомо
- Такехіро Хіра — невідомо

## Виробництво
У травні 2018 року було оголошено про те, що наступний фільм за медиафраншизою G. I. Joe буде пріквелом, що розповідає про походження персонажа на ім*я Снейк Айз. У грудні продюсер Лоренцо ді Бонавентура заявив про те, що Рей Парк, який грав цього персонажа в попередньому фільмі, не буде виконувати свою роль в цьому фільмі. Роберт Швентке був призначений режисером фільму в тому ж місяці.
У серпні 2019 року Генрі Голдінг був узятий на головну роль, а Ендрю Кодзі на роль Сторм Шедоу. У вересні Іко Ювайс почав переговори про те, щоб виконати у фільмі роль Хард Майстра, а Урсула Корберо була взята на роль Баронеси. Ювайс був затверджений в жовтні, а Харука Абе, Самара Вівінг і Такехіро Хіра прийняті в акторський склад фільму
.

### Зйомки
Зйомки почалися 15 жовтня 2019 року у Ванкувері і тривали до 9 жовтня. Також зйомки проходили в Японії
.

## Вихід
Вихід фільму відбувся 23 липня 2021 року. Спочатку його мали випустити 27 березня 2020.